# قضية مازن عبد الجواد
قضية مازن عبد الجواد، ظهر في برنامج أحمر بالخط العريض الذي تبثه قناة أل بي سي، وتحدثو عن علاقاتهم العاطفية وطرق التعرف على الفتيات. تعتبر القضية سابقة أولى من نوعها في السعودية، و هي قضية إعتبرت ذات شقين أخلاقي و إعلامي

## في الشق الأخلاقي
قبض علي مازن يوم 31 يوليو 2009 في السعودية حيث رفعت ضده هو وأصدقائه نحو مئتي شكوى من سعوديين وتضمنت دعواهم شريط فديو يظهر ما صرحو به أثناء البرنامج في الأل بي سي على أنه مجاهرة بالمعصية
نفي مازن كل ما نسب إليه و إتهم القناة و قال موكله أنها فبركت و منتجت التسجيلات مما أخرج هذا الشكل من الفيديو حيث صرح ((تلقيت اتصالاً من صديق يعرض علي فكرة الظهور في القناة الفضائية للحديث عن أثر الجنس وثقافته في العلاقات الزوجية، فوافقت على الفور، خصوصاً أنني تزوجت منذ 16 عاماً. ثم اتصل بي مذيع البرنامج شخصياً وطلب مني الحديث بخصوصية حول العلاقات الجنسية؛ لكي يستفيد منها الشباب المقبلون على الزواج. وأقنعني بأن هناك نسبة كبيرة من الشباب - على حد قوله - يتوقف قطار زواجهم بسبب عدم الرضا الجنسي بين الطرفين، ووافقت على الحديث عقب هذا المبرر، لكن القناة عرضت خمسة في المائة من المقابلة وألغت البقية، لقد أخذوا ما يحتاجونه بغرض الإثارة وتجاهلوا الذي يتعارض مع أهدافهم)) 
اعتذر بعد ذلك بشدة عما بدر منه في مقابلة مع صحيفة عكاظ، قائلا انه ارتكب خطأ كبيرا في حق المجتمع السعودي كافة، مضيفا انه مستعد لتحمل العواقب.
وفي يوم 7 أكتوبر 2009 أصدرت المحكمة حكمها عليه بالسجن 5 سنوات وجلده 1000 جلده ومنعة من السفر للخارج خمسة سنوات ومصادرة سيارته وعرضه على طبيب نفسي مختص وباحث اجتماعي، كما حكمت بسجن ثلاثة من رفاقه الذين ظهروا في الحلقة لمدة عامين وجلد كل واحد منهم 200 جلدة ومنعهم من السفر للمدة نفسها، وكذلك بالسجن 60 يوم لمنسق الحلقة بالسجن.

## في الشق الإعلامي
وفي يوليو 2010 ذكر محامي المتهم أنه صدر قرار لجنة نظر المخالفات بوزارة الإعلام بعد فحص المادة التلفزيونية أن القناة قامت باختيار أهم النقاط والموضوعات المراد الاستفادة منها مما أدى إلى ظهوره بشكل مغاير عن الحوار الأساسي الذي تم تصويره مع المتهم. ترتب عنه غلق القناة و كل مكاتبها في المملكة السعودية

## نهاية القضية
أطلق سراح المتهم الرئيسي في القضية الذي أصبح مؤذنا لمسجد السجن الذي كان فيه بعد انتهاء فترة حكمه التي دامت 5 سنوات.